# Limelight (manzana)
Limelight es una variedad cultivar de manzano (Malus domestica).
Criado por el Sr. H. Ermen, Faversham, Kent, aproximadamente en 1985. Introducido en los circuitos comerciales en el 2000. Las frutas tienen una pulpa de textura firme y jugosa con un sabor bastante dulce y agradable.

## Historia
'Limelight' es una variedad de manzana, desarrollado a mediados de la década de 1980 por Hugh Ermen, criador de manzanas en Kent y aclamado experto en frutas (jubilado) para la Brogdale Farm, National Fruit Collection, resultado del cruce de 'Discovery' como Parental-Madre x polen de 'Greensleeves' como Parental-Padre. Fue comercializado por Nick Dunn de "Frank P. Matthews" de Worcestershire en el año 2000.
'Limelight' se cultiva en la National Fruit Collection (Colección Nacional de Fruta) de Reino Unido donde está cultivada con el número de accesión: 2000-151' y nombre de accesión: Limelight. También se encuentra ejemplares vivos en el huerto colección de manzanas "Marcher Apple Network collections (Paramor)".

## Características
Esencialmente una manzana 'Greensleeves' mejorada, esta manzana es crujiente y jugosa, con una pulpa blanca cremosa, muy parecida a la del padre 'Discovery'.
'Limelight' es un árbol pequeño, débilmente vigoroso, con crecimiento erguido y extendido. El árbol es resistente. Portador de espuelas de fructificación. Tiene un tiempo de floración que comienza a partir del 22 de abril con el 10% de floración, para el 25 de abril tiene una floración completa (80%), y para el 4 de mayo tiene un 90% de caída de pétalos.
'Limelight' tiene una talla de fruto de mediano a grande; forma redondeado y ligeramente aplanado, a veces torcido, con una altura promedio de 64.68mm y una anchura promedio de 74.34mm; epidermis con color de fondo amarillo verdoso a dorado, dependiendo del nivel de madurez y tiende a ser bastante dura, con color del sobre color leve rubor cobrizo, con distribución del sobre color rubor en manchas, presentando las manzanas completamente maduras una tenue coloración rojiza alrededor del tallo donde se exponen al sol, importancia del ruginoso-"russeting" (pardeamiento áspero superficial que presentan algunas variedades) débil; pedúnculo largo y de calibre delgado, colocado en una cavidad moderadamente profunda y abierta, a menudo con ruginoso-"russeting"; cáliz con la anchura de la cavidad calicina estrecha, profundidad de la cavidad calicina media, con surcos profundos de la piel en el interior de la cav. calicina; ojo pequeño, semicerrado; pulpa de color crema y de textura áspera, crujiente, jugoso, sabor agridulce y meloso. La manzana debe usarse poco después de la cosecha, ya que tiende a perder su sabor y a ablandarse del árbol.
Su tiempo de recogida de cosecha se inicia a mediados de septiembre. Resistente a las enfermedades y le va bien en climas húmedos. Listo para cosechar en la primera parte de la temporada media.

## Usos
Se utiliza como una manzana fresca para comer.

## Ploidismo
Diploide. Auto estéril, para los cultivos es necesario un polinizador compatible. Grupo D Día 12.

## Susceptibilidades
- Muy resistente a la sarna del manzano, y al mildiu.[6]